# Denisa Baránková
Denisa Baránková (Bratislava, 7 de septiembre de 2001) es una deportista eslovaca que compite en tiro con arco, en la modalidad de arco recurvo.
Ganó una medalla de bronce en el Campeonato Europeo de Tiro con Arco al Aire Libre de 2021 y una medalla de plata en el Campeonato Europeo de Tiro con Arco en Sala de 2025. Además, consiguió una medalla de oro en los Juegos Mundiales de 2025.

## Palmarés internacional
| Campeonato Europeo al Aire Libre | Campeonato Europeo al Aire Libre | Campeonato Europeo al Aire Libre | Campeonato Europeo al Aire Libre |
| Año                              | Lugar                            | Medalla                          | Prueba                           |
| -------------------------------- | -------------------------------- | -------------------------------- | -------------------------------- |
| 2021                             | Antalya (Turquía)                | Medalla de bronce                | Individual                       |
| Campeonato Europeo en Sala       |                                  |                                  |                                  |
| Año                              | Lugar                            | Medalla                          | Prueba                           |
| 2025                             | Samsun (Turquía)                 | Medalla de plata                 | Equipo                           |